# 截嘴薹草
截嘴薹草（学名：Carex nervata）是莎草科薹草属的植物。分布在俄罗斯远东地区、朝鲜、日本以及中国大陆的黑龙江、内蒙古、吉林等地，生长于海拔190米至850米的地区，一般生长在阔叶林中、灌丛下或山坡草地。